# Henri Rougier

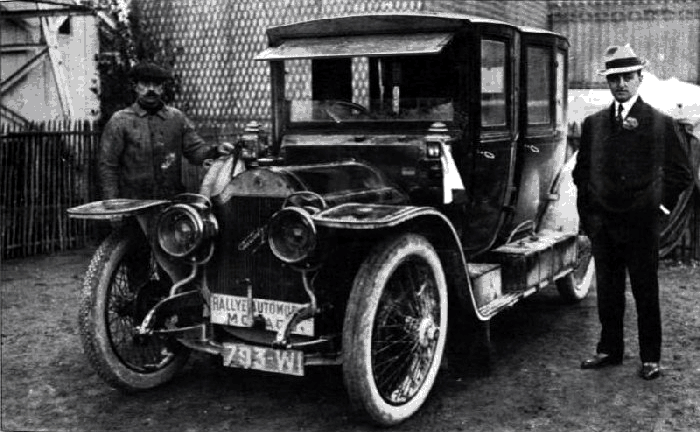
Rougier (rechts) naast zijn Turcat-Méry waarmee hij in 1911 de Rally van Monte Carlo won

Henri Rougier (Marseille, 28 oktober 1876 – aldaar, 22 juli 1956) was een Frans ondernemer, vliegenier en competitief rijder.

## Loopbaan
Rougier wordt het best herinnerd als winnaar van de inaugurele Rally van Monte Carlo in 1911, rijdend in een Turcat-Méry. Daarnaast was hij ook bekend als deelnemer aan Grands Prix en van stad naar stad races. In 1909 en 1910 was hij zeer succesvol in vliegshows en tevens Grands Prix. Hiernaast was hij ook een verfijnd ondernemer; hij was eigenaar van het in Parijs gesitueerde automerk Turcat-Méry, en gebruikte zijn autosportactiviteiten om publiciteit te vergaren voor het merk. Na de Eerste Wereldoorlog produceerde hij ook een gelimiteerd aantal auto's onder zijn eigen naam (Rougier), op basis van het chassis van de Turcat-Méry's.
Rougier werd onderscheiden met een benoeming in het Franse Legioen van Eer en met het Croix de guerre.